# Noutonice
Noutonice jsou vesnice v okrese Praha-západ, jedna ze dvou částí obce Lichoceves. Nachází se asi třináct kilometrů severozápadně od centra hlavního města Prahy a 1½ km na sever od Lichocevsi. Ves čítá kolem dvou stovek obyvatel.

## Přírodní poměry
Západní částí katastrálního území protéká Zákolanský potok, jehož koryto a břehy jsou chráněné jako přírodní památka Zákolanský potok.

## Historie
První písemná zmínka o vesnici pochází z roku 1045 (Nvtovicih).
V roce 1960 byly Noutonice připojeny k obci Lichoceves.

## Památky
- Původně gotický kostel Narození sv. Jana Křtitele pochází z poloviny 14. století. Podací právo náleželo klášteru benediktinek sv. Jiří na Pražském hradě. Koncem 17. století (roku 1682) dala abatyše Anna Mechthilda Schneeweissová z Ecksteinu kostel přestavět v raně barokním slohu. Další úpravy proběhly v letech 1744, 1795 (zvýšení věže) a 1895, kdy kostel získal svou konečnou, dnešní podobu.[4] Areál kostela je kulturní památkou.[5] Oltářní obraz Svatý Jan Nepomucký jako almužník namaloval Jan Heřman roku 1895. Téhož roku dodala firma Rejna a Černý nové varhany.[6]

- Hřbitov obklopuje kostel od středověku. Bylo to místo pusté, zvané Na Horkách nebo Na Horouni, kde byly nalezeny pohřby s "kostrami skrčenců" z doby dávno před založením kostela. Nejstarší dochované hroby a náhrobky pocházejí z přelomu 18.–19. století. Hřbitov byl rozšířen roku 1862 a dosud se na něj pohřbívají také obyvatelé sousedních obcí.

Hroby osobností:
- Friedrich svobodný pán Dlauhowesky - Langendorf c. k. generálmajor a komoří (3. 2. 1811 – 22. 10. 1881 Salzburg), Následně zesnulý pochován v Noutonicích
- manželka Fridricha Dlauhowesky Frederike, roz. hraběnka von Künburg, (1813–1893 Salzburg), příčinou úmrtí bylo "ochrnutí srdce". Následně zesnulá pochována v Noutonicích
- dcera Fridricha a Frederike st.: Frederike (1840–1911) a
- dcera Fridricha a Frederike st. Barbora (zdrobněle Biri, maď. Borbála) (9.5.1842 Marcaly, Uhersko. -27.10. 1906 Baden u Vídně). Příčinou úmrtí Barbory bylo "vysílení stářím" v Badenu na adrese Wassergasse 37. Následně zesnulá pochována v Noutonicích.[7]
- manžel Barbory Dlauhowesky Kálmán (Koloman) Harmos de Híhalom c. k. major. Sloužil u husarských pluků a u Die königlich ungarische Leibgarde (3. 1. 1840 ve Varsany, Uhersko – 16. 11. 1897 v katolické nemocnici v Badenu u Vídně). Následně zesnulý pochován v Noutonicích.
- Oswald svobodný pán Dlauhowesky von Langendorf c. k. poručík 4. dragounského pluku narozen 25. srpna 1853 zemřel 23. července 1877 ve Wellsu.
- Friedrich Dlauhowesky a Oswald Dlauhowesky mají na tomto hřbitově ještě jeden společný hrob, zřejmě staršího původu.[7]
- Petr Hapka – hudební skladatel

## Osobnosti
- Karel Procházka (1865–1945), duchovní, spisovatel, etnograf[8]

## Odraz v kultuře
- V Noutonicích se částečně odehrává děj románu Jindřicha Šimona Baara „K Bohu“.

## Galerie

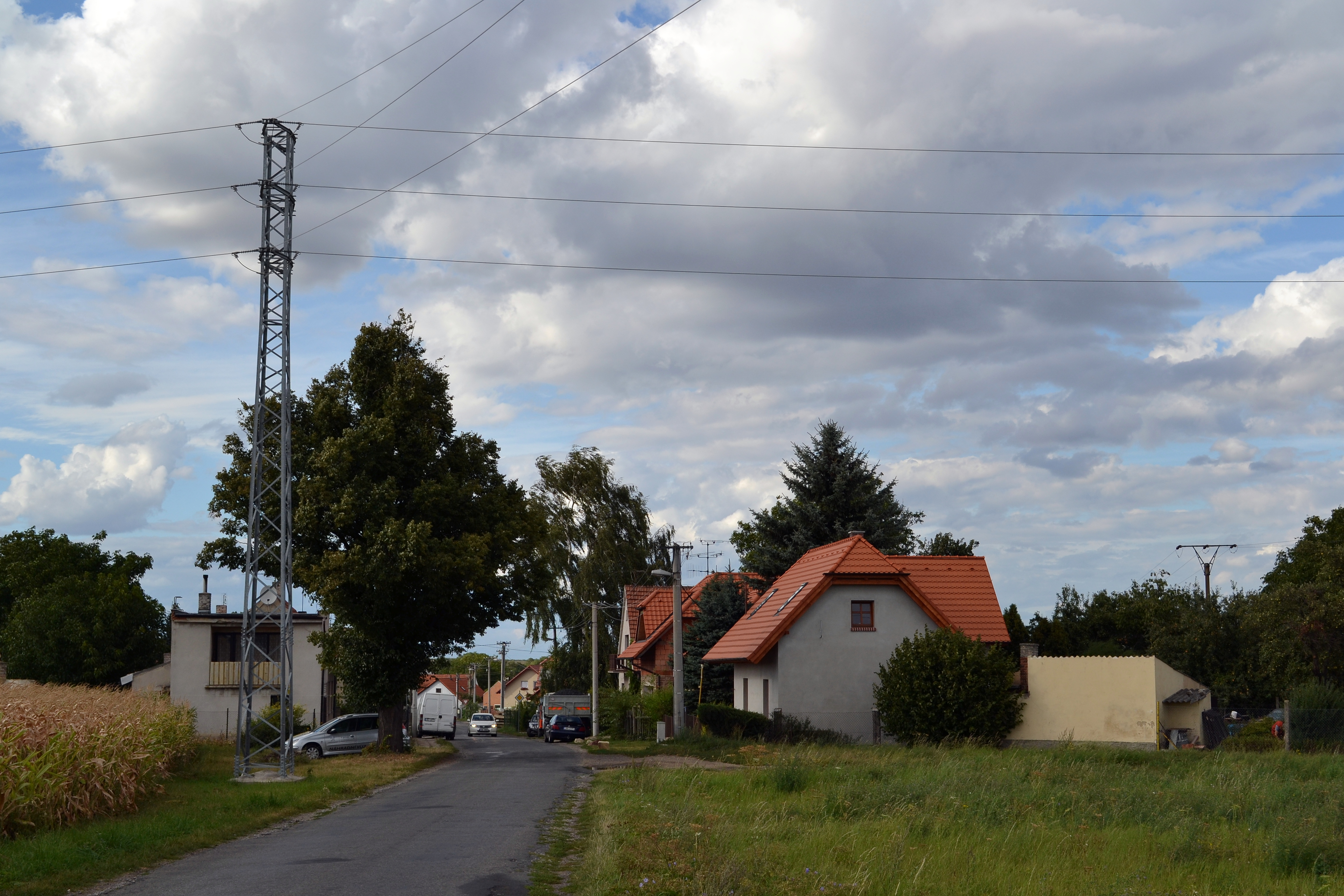
Pohled od Lichocevsi
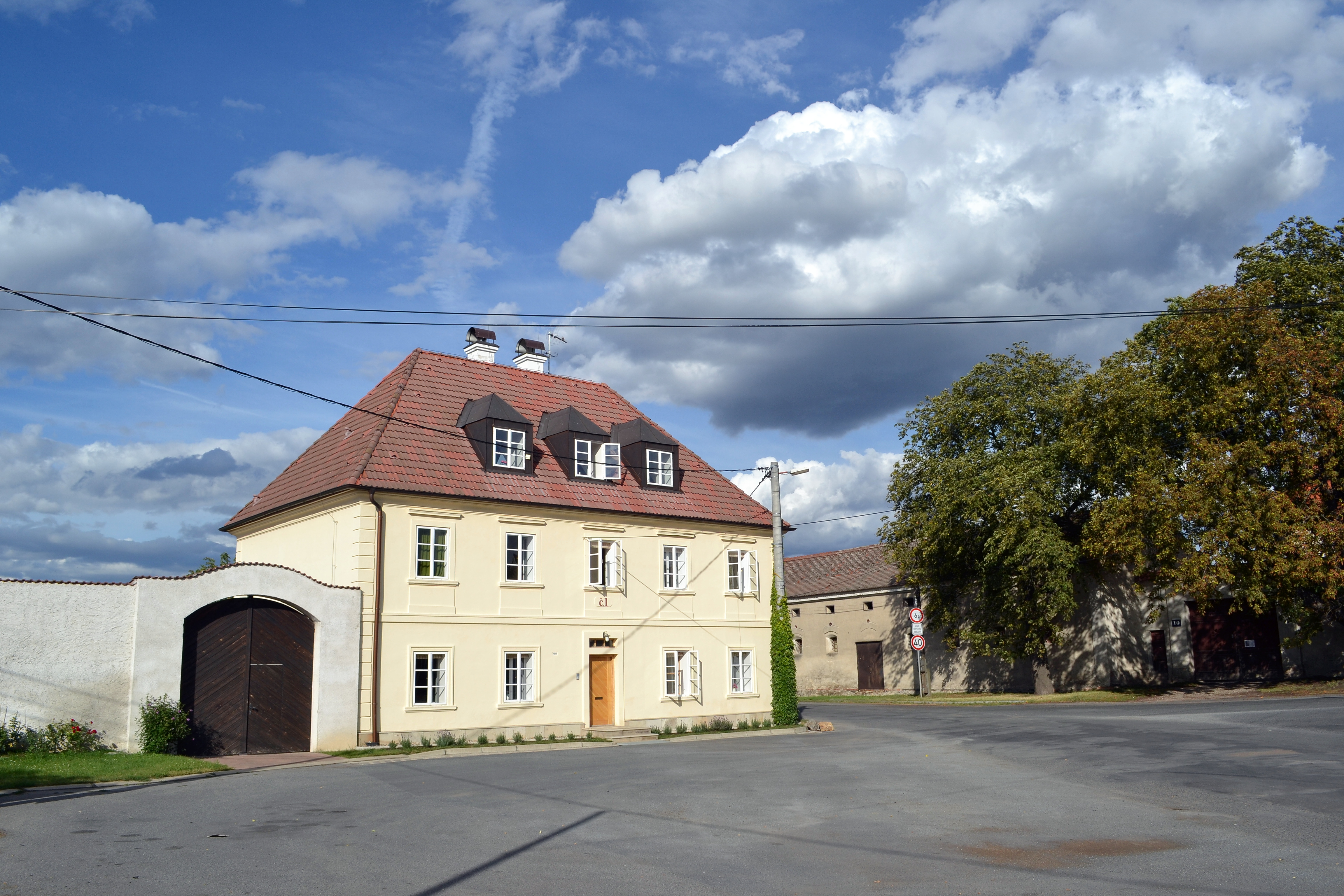
Náves
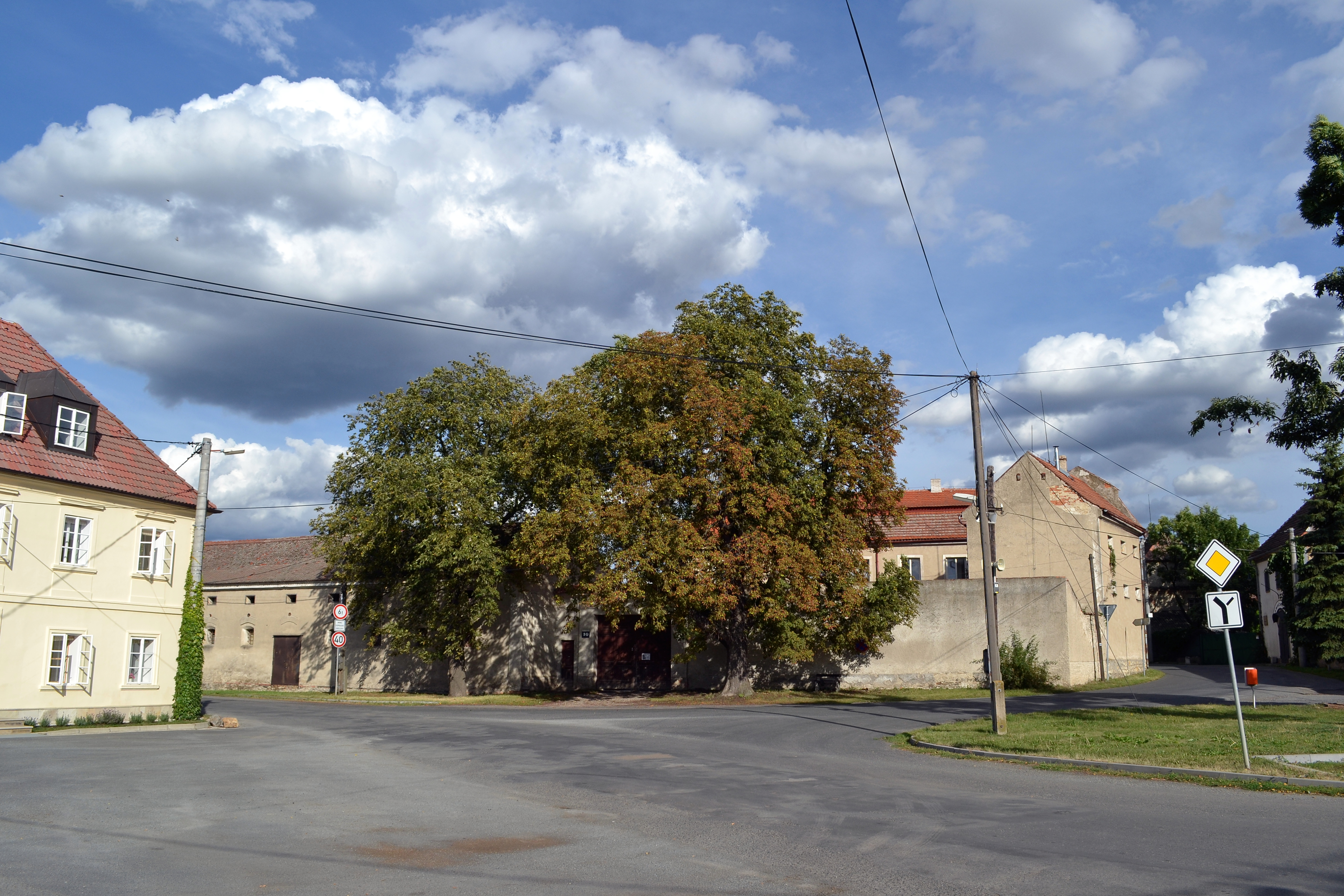
Náves
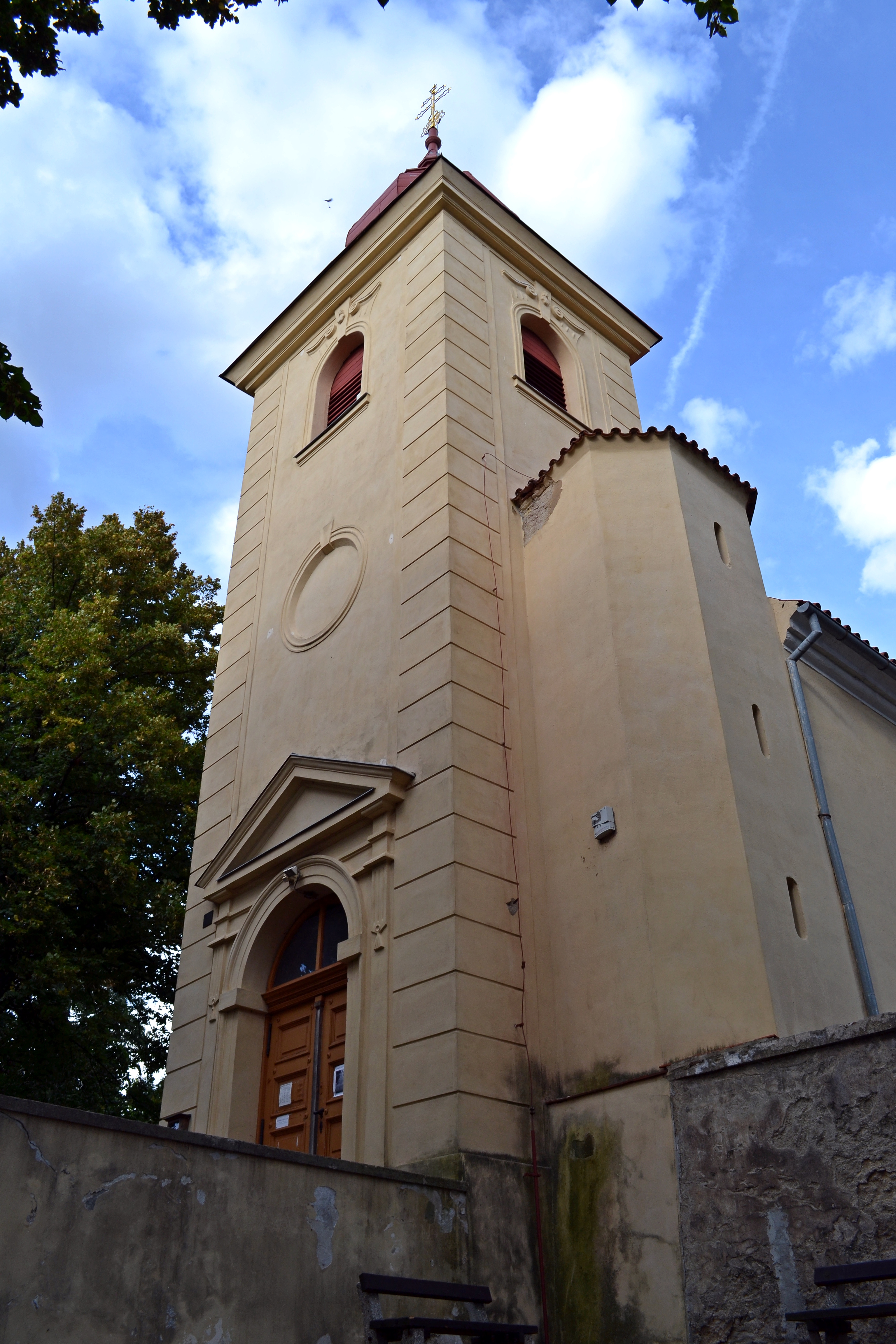
Kostel sv. Jana Křtitele
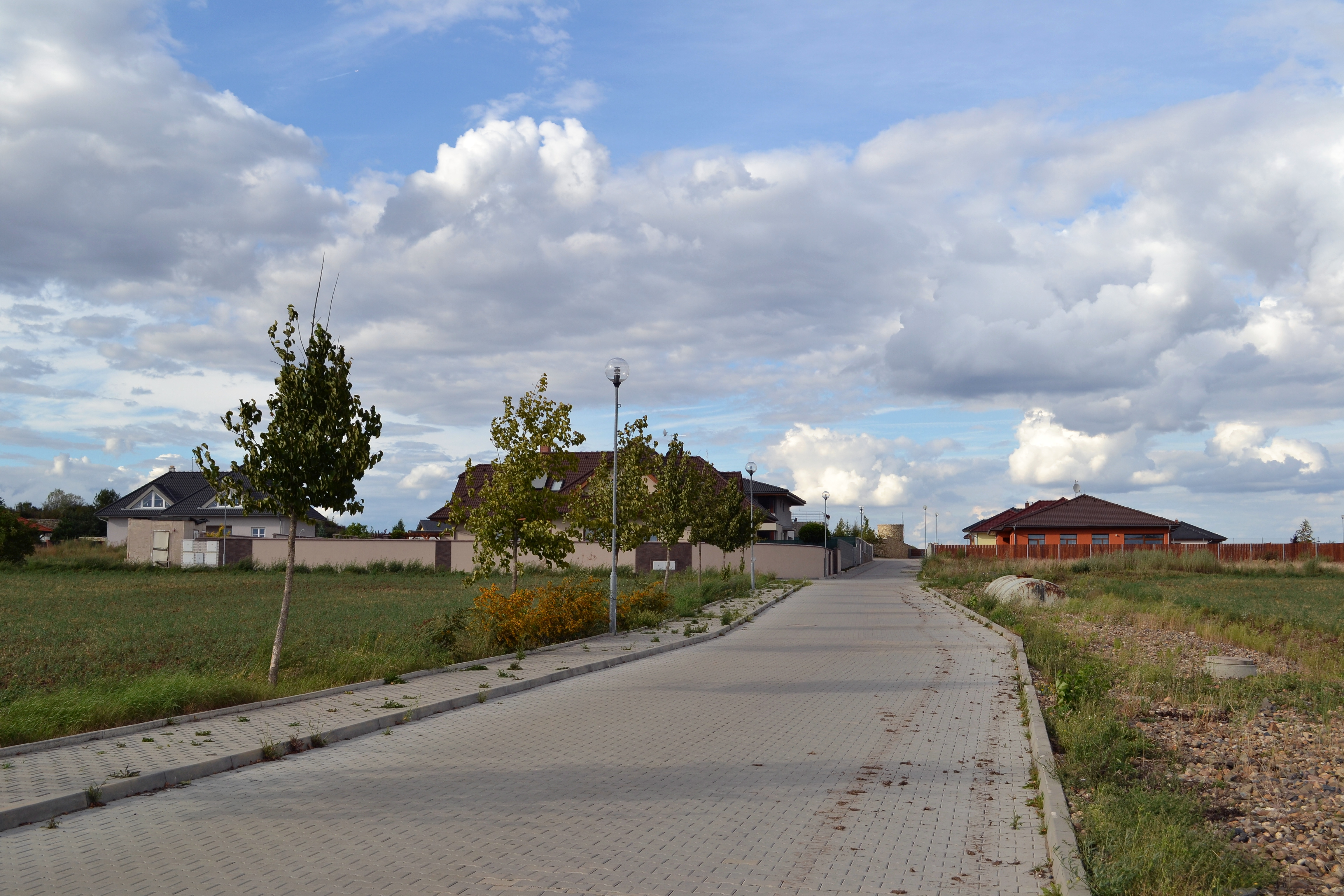
Nová zástavba na okraji vesnice